# Quique Peinado
Enrique Peinado Moro (Madrid, 20 de abril de 1979), más conocido como Quique Peinado,  es un presentador, locutor, periodista y autor español.

## Trayectoria
Peinado colabora en la revista Gigantes del basket desde 1999, y fue el primer español en colaborar con la revista de baloncesto estadounidense SLAM. También ha participado en medios como Eurosport, Marca.com, las revistas Esquire y Líbero y en los programas de radio Yu, No te pierdas nada de LOS40, Lo mejor que te puede pasar de Melodía FM con Nuria Roca, A vivir que son dos días de la Cadena SER con Javier del Pino, EuroPlay en Europa FM y Asuntos propios de Radio Nacional.
En 2013, publicó un libro sobre fútbol, Futbolistas de izquierdas, el mismo año en el que empezó a trabajar en el programa de televisión Zapeando de La Sexta como colaborador y guionista junto a Frank Blanco. Entre 2016 y 2018, colaboró también en el programa de televisión Pool Fiction junto a Cristina Teva de #0 (Movistar+).
En septiembre de 2015, el periódico elMundo anunció que Peinado sería una de las firmas de la nueva revista Papel. Dos años después, en septiembre de 2017, se confirmó que Late motiv de #0 (Movistar+) contaría con Peinado como colaborador para su sección deportiva.
Desde 2017, presenta Radio Gaga en #0 (Movistar+) junto a Manuel Burque, que en 2018 consiguió el Premio Ondas Nacional de Televisión al Mejor programa de actualidad: "Por mostrar una televisión emocionante y delicada, sin caer en falsas amabilidades y que cuenta un relato rotundo y pedagógico sobre complejas realidades vitales".
Desde octubre de 2018 presenta en #Vamos, junto a Antoni Daimiel, el programa semanal de repaso a la competición NBA, titulado Generación NBA.
Desde 2019 a 2024 presentó el programa Leyendas en DMAX y dirige, junto con Manuel Burque, el programa de la Cadena SER Buenismo bien, donde trataban temas de la actualidad de manera cómica.

## Programas de televisión
| Año             | Título         | Cadena   | Notas                              |
| --------------- | -------------- | -------- | ---------------------------------- |
| 2013 - presente | Zapeando       | La Sexta | Colaborador                        |
| 2015            | Zapeando       | La Sexta | Presentador sustituto (1 programa) |
| 2016 - 2018     | Pool Fiction   | #0       | Presentador junto a Cristina Teva  |
| 2017 - 2021     | Radio Gaga     | #0       | Presentador junto a Manuel Burque  |
| 2017 - 2018     | Late motiv     | #0       | Colaborador                        |
| 2018 - 2020     | Generación NBA | #Vamos   | Presentador junto a Antoni Daimiel |
| 2018            | El hormiguero  | Antena 3 | Invitado                           |
| 2019            | Leyendas       | DMAX     | Presentador                        |
| 2020            | Pasapalabra    | Antena 3 | Invitado (3 programas)             |

## Obra
- 2006 – El basket según Pepu Hernández. Zona 131 Ediciones de Basket. ISBN 978-8493500429.
- 2013 – Futbolistas de izquierdas: Entre fútbol y política. Léeme Editores. ISBN 9788415589051.[13]
- 2015 – ¡A las armas! Libros del K.O. ISBN 978-84-16001-40-8.[14]